# 카렐 브뤼크네르
카렐 브뤼크네르(체코어: Karel Brückner, 1939년 11월 13일 ~ )는 체코의 전 축구 선수이자 축구 감독이다. 2001년부터 2008년까지 체코 축구 국가대표팀을 맡은 경력이 있다.

## 수상

### 감독
인테르 브라티슬라바
- 슬로바크 컵 (1): 1994–95